# La Porte du soleil
Pour plus de détails, voir Fiche technique et Distribution.
La Porte du soleil (باب الشمس, Bab el shams) est un film égyptien réalisé par Yousry Nasrallah, sorti en 2004. Il est adapté du roman éponyme écrit par Elias Khoury.

## Synopsis
Le destin croisé de plusieurs personnages : Younès, un jeune combattant palestinien contre les Anglais, sa femme Nahila, son père Cheik Ibrahim ainsi que le docteur Khalil et sa femme Chams.

## Fiche technique
- Titre : La Porte du soleil
- Titre original : باب الشمس (Bab el shams)
- Réalisation : Yousry Nasrallah
- Scénario : Yousry Nasrallah et Muhammad Suwaid d'après le roman d'Elias Khoury
- Musique : Tamer Karawan
- Photographie : Samir Bahzan
- Montage : Luc Barnier
- Production : Humbert Balsan
- Société de production : Ognon Pictures, Arte France Cinéma, MISR International Films, Soread-2M, Gimages, France 2, Danmarks Radio, RTBF et TV5 Monde
- Société de distribution : Pyramide Distribution (France)
- Pays :  Égypte,  France,  Maroc,  Danemark et  Belgique
- Genre : romance, drame et guerre
- Durée : 278 minutes
- Dates de sortie : 
  -  France : 9 octobre 2004

## Distribution
- Hiam Abbass : Um Youness
- Fadi Abi Samra : Dr. Amjad
- Hussein Abou Seada : Colonel Mehdi
- Fady Abou-Samra : Dr. Amgad
- Mohamad Akil : le responsable de l'OLP
- Ahmad Al Ahmad : Adnan
- Darina Al Joundi : la femme fantôme
- Vivianne Antonios : l'épouse de Sameh
- Muhtaseb Aref : Sheikh Ibrahim
- Gérard Avedissian : le barman
- Antoine Balabane : Georges
- Béatrice Dalle : Catherine[1]
- Maher Essam : Selim
- Hanane Hajj Ali : Zeinab
- Mohamed Hedaki : Abou Essaf
- Talal Jurdi : le tortionnaire
- Bassel Khaiat : Khaleel
- Ragaa Kotrosh : Om Soliman
- Kassem Melho : Ostaz Youssef
- Orwa Nyrabia : Youness
- Hala Omran : Shams
- Nadira Omran : Um Hasan
- Basem Samrah : l'interrogateur
- Wissam Smayra : lui-même
- Rim Turki : Nahila

## Accueil
Thomas Sotinel pour Le Monde estime qu'« au-delà de la réflexion sur le destin du peuple palestinien, [le film] est une œuvre universelle ».